# Turkije op de Olympische Zomerspelen 1972
Turkije nam deel aan de Olympische Zomerspelen 1972 in München, West-Duitsland. Voor het eerste sinds 1928 werd geen gouden medaille gewonnen. Sinds die tijd ontbrak Turkije alleen op de Spelen van 1932.

## Medaillewinnaars

### 2Zilver
- Vehbi Akdağ - worstelen, mannen vrije stijl vedergewicht

## Deelnemers en resultaten per onderdeel

### Atletiek
Mannen, 800 meter
- Mehmet Tuemkan
  - Serie - 1:49.5 (→ ging niet verder)

Mannen, 1.500 meter
- Mehmet Tuemkan
  - Serie - 3:44.0 (→ ging niet verder)

Mannen, 5.000 meter
- Hikmet Sen
  - Serie - 14:26.0 (→ ging niet verder)

### Boksen
Mannen lichtvlieggewicht (- 48kg)
- Arif Dorgu
  - Eerste ronde - verloor van Davey Armstrong (USA), 1:4

Mannen, tot 51 kg
- Kemal Sonunur
  - Eerste ronde - bye
  - Tweede ronde - verloor van Constantin Gruescu (ROM), 0:5

Mannen, tot 54 kg
- Mehmet Kunova
  - Eerste ronde - verloor van Mayaki Seydou (NIG), 2:3

### Wielersport
Mannen individuele wegwedstrijd (200 km)
- Ali Hüryilmaz – 73e plaats
- Mevlüt Bora – niet gefinisht (→ niet geklasseerd)
- Rıfat Çalışkan – niet gefinisht (→ niet geklasseerd)
- Haluk Güngören – niet gefinisht (→ niet geklasseerd)

### Zwemmen
Mannen, 100 meter vrije slag
- Feridun Aybars
  - Serie - 59.32s (→ ging niet verder)

Afghanistan · Albanië · Algerije · Amerikaanse Maagdeneilanden · Argentinië · Australië · Bahama's · Barbados · België · Bermuda · Birma · Bolivia · Bondsrepubliek Duitsland · Brazilië · Brits-Honduras · Bulgarije · Canada · Ceylon · Chili · Colombia · Congo-Brazzaville · Costa Rica · Cuba · Dahomey · Denemarken · Dominicaanse Republiek · Duitse Democratische Republiek · Ecuador · Egypte · El Salvador · Ethiopië · Fiji · Filipijnen · Finland · Frankrijk · Gabon · Ghana · Griekenland · Groot-Brittannië · Guatemala · Guyana · Haïti · Hongarije · Hongkong · Ierland · IJsland · India · Indonesië · Iran · Israël · Italië · Ivoorkust · Jamaica · Japan · Joegoslavië · Kameroen · Kenia · Khmerrepubliek · Koeweit · Lesotho · Libanon · Liberia · Liechtenstein · Luxemburg · Madagaskar · Malawi · Maleisië · Mali · Malta · Marokko · Mexico · Monaco · Mongolië · Nederland · Nederlandse Antillen · Nepal · Nicaragua · Nieuw-Zeeland · Niger · Nigeria · Noord-Korea · Noorwegen · Oeganda · Oostenrijk · Opper-Volta · Pakistan · Panama · Paraguay · Peru · Polen · Portugal · Puerto Rico · Roemenië · San Marino · Saoedi-Arabië · Senegal · Singapore · Soedan · Somalië · Sovjet-Unie · Spanje · Suriname · Swaziland · Syrië · Taiwan · Tanzania · Thailand · Togo · Trinidad en Tobago · Tsjaad · Tsjecho-Slowakije · Tunesië · Turkije · Uruguay · Venezuela · Verenigde Staten · Vietnam · Zambia · Zuid-Korea · Zweden · Zwitserland